# دیوید کارنی
دیوید کارنی (هلندی: David Carney؛ زادهٔ ۳۰ نوامبر ۱۹۸۳) یک بازیکن فوتبال اهل استرالیا است.
وی همچنین در تیم ملی فوتبال استرالیا بازی کرده‌است.